# 納羅莫魯河
納羅莫魯河（Naro Moru river）是東非國家肯雅的河流，位於該國中部，河道全長約50公里，發源自肯雅山，最終注入埃瓦索恩吉羅河，流域面積約83平方公里，河畔城鎮有納羅莫魯。